# St. Matteus kirke i Łódź
Den evangelisk-augsburgske St. Matteus kirke (polsk Kościół p. w. św. Mateusza) ligger på Piotrkowska-gaden 283 i Łódź. Takket være en udmærket akustik holdes mange koncerter i kirken. I mange år gæstespillede Filharmonia Łódzka her.

## Historie
Kirken blev bygget efter initiativ af St. Jansognets pastor Wilhelm Piotr Angerstein. Arkitekterne var Johannes Wende og Franz Schwechten fra Berlin. Grundstenen blev lagt 8. oktober 1909. I begyndelsen blev kun St. Matteus-kapellet bygget, efter at byggeriet af selve kirken blev standset af 1. verdenskrig. Den stod først færdig længe efter krigen og blev åbnet 1. november 1928.

## Form
Kirken er nyromansk, og den har grundplan som et græsk kors. Den indvendige kuppel har en diameter på 26 meter. Inde i kirken findes mange lysekroner og lampetter. Den største har en diameter på 4 meter og består af 240 lyspunkter. Flere af inventarelementerne er opført i hvidt marmor. Inde i kirken findes også et orgel bygget i 1928 af firmaet Rieger fra Jägerndorf. Det har 60 stemmer og er et af de mest værdifulde koncertinstrumenter i byen. Glasmalerierne blev udført af Adolph Seiler fra Wrocław. Det 80 meter høje tårn har en kvadratisk grundplan og ender i en ottekant på toppen.
51°44′47.5″N 19°27′38.76″Ø / 51.746528°N 19.4607667°Ø